# Luc Coene
Pour les articles homonymes, voir Coene.
Luc Coene, né le 11 mars 1947 à Gand et mort le 5 janvier 2017 dans la même ville, est ministre d'État et Gouverneur de la Banque nationale de Belgique du 1er avril 2011 jusqu'au mois de mars 2015.

## Biographie
Après avoir fait ses classes au Collège Sainte Barbe à Gand, Luc Coene entreprend des études de sciences économiques à l'université de Gand et va ensuite au Collège d'Europe à Bruges se spécialiser dans l'intégration économique européenne. Il s'oriente vers le domaine monétaire et intègre en 1973 la Banque nationale de Belgique. Il gravit les échelons et en devient le Gouverneur.
Ce libéral fut même en temps de crise convié par le roi des Belges pour lui faire part de la situation monétaire de la Belgique.
De 1995 à 1999, il fut sénateur coopté pour le VLD. De 1999 à 2003, il exerce les fonctions de chef de cabinet du Premier Ministre fédéral belge Guy Verhofstadt et de Secrétaire du Conseil des ministres. 
D'août 2003 au mars 2011, il est vice gouverneur de la Banque nationale de Belgique et d'avril 2011 jusqu'en mars 2015, il y exerce la fonction de gouverneur. En 2013, il est membre de la commission Trilatérale.
À partir d'avril 2015, il est membre du Conseil de Surveillance de la BCE à Francfort.
Il est décédé le 5 janvier 2017.